# Els Valldemossa
Els Valldemossa és un grup musical originari del poble mallorquí de Valldemossa, que s'ha caracteritzat per cultivar la música popular i el folklore mallorquí i d'altres indrets del món.

## Trajectòria

### Inicis
L'any 1959, l'escultor Horacio de Eguía, aleshores resident en l'Hotel de l'Artista de Valldemossa, va presentar a Antoni Ferrer, director de la sala de festes Tito's de Palma, els tres germans Estaràs (Rafel, Bernat i Tomeu), fills de Bartomeu Estaràs (fundador del Parado de Valldemossa), i el seu cosí Maties Estrades, que esporàdicament actuaven per als clients de l'establiment. Els va proposar que adoptassin el nom de Los existencialistas de Valldemossa, i els va contractar per a la seva sala de festes, on actuarien des de 1959 a 1962.
En aquells moments els acompanyava també Nulle Oigaard, una jove sueca, noia de Bernat Estaràs. Durant l'hivern el grup deixava Tito's i, ja amb el nom de Los Valldemossa, actuava a Londres, primer a un cafè-restaurant, l'Empress Club, i després al conegut Blue Angel. La popularitat del conjunt va fer que ja en aquells mesos anassin a actuar diverses vegades a la BBC.
L'any 1962 el grup, juntament amb Pep Tous, Pau Llull i Joan Sorell, es varen fer càrrec de la sala de festes Tagomago (a Portopí) on també actuaven. Com a empresaris, varen fer possible l'actuació a Palma d'artistes de renom internacional, entre ells Louis Armstrong. Les gires per tot el món, i les seves actuacions al xou diari amb dues funcions, convertiren al grup en un dels més populars del moment. En aquells anys (a partir de 1964) una jove ballarina se sumà al conjunt com a vocalista: Margarita Llobera, Margaluz. I per completar l'espectacle, l'actor Xesc Forteza fou fitxat per aportar la seva dosi d'humor.

### Eurovisió,Fiestai els anys setanta
Poc després el grup coneix un autèntic boom, aconseguint anar els tres germans Estaràs de cor amb la cantant Salomé al Festival d'Eurovisió de 1969, guanyat per Espanya ex aequo amb França, Regne Unit i Països Baixos. I un any després assoleixen el punt màxim de popularitat amb Fiesta, que es converteix en una de les cançons de l'estiu.
Però aquell èxit es va topar amb un problema: el 1970 Margaluz quedà embarassada i va haver de deixar temporalment el grup. Rafel Estaràs cercà una nova vocalista i es fixà en una jove americana nascuda a Viena i que passava temporades a Mallorca: Genia Tobin. El que havia de ser una substitució finalment es va convertir en tota una vida dedicada a Els Valldemossa, ja que poc després es casaria amb Tomeu Estaràs. Al mateix temps, el cosí Maties Estrades deixà definitivament el grup i es ven Tagomago. Dos anys més tard fundaren la sala Jack el Negro, al barri palmesà del Jonquet, en la qual actuaren fins a 1980, combinant les seves gales amb les de Tito's.
El 1972 Els Valldemossa graven per primer cop un disc íntegrament en català dedicat al folklore mallorquí. Les televisions continuen demandant la presència del grup, que també continua girant per tot el món. A la fi dels setanta el grup inicià un nou projecte relacionat amb els més menuts: fer-los arribar els poetes mallorquins i altres autors amb la música de Els Valldemossa. Aquesta etapa coincideix amb l'arribada el 1978 de l'anomenat cinquè Valldemossa: Miquel Brunet Estarellas, qui exercirà una marcada influència en les composicions del conjunt. Una etapa en la qual el grup passà definitivament de ser Los Valldemossa a Els Valldemossa.

### Els darrers anys
Els anys vuitanta venen marcats per les actuacions a la sala de festes Son Amar i la proliferació d'actuacions a creuers que fan la volta al món. En aquesta etapa, a finals dels anys vuitanta i principis dels noranta, s'enregistren tres discs emblemàtics: Trobada (1989), amb poemes de Josep Maria Llompart, Blai Bonet, Maria Antònia Salvà, Célia Vinyes i Guillem d'Efak; Palma (1990), amb la col·laboració, entre d'altres, de Maria de la Pau Janer, Tomeu Salas, i Toni Morlà; i Arxiduc Lluís Salvador (1993), enregistrat originalment per Genia Tobin en alemany.
L'any 2000 Rafel Estaràs abandona el grup, cosa que aprofita per escriure sobre les seves experiències, i Bernat Estaràs també ho fa el 2004, per dedicar-se a la pintura amb el nom de Bernat Reüll. Rafel morirà l'abril de 2007, i Bernat el novembre de 2008.
Però el grup continua amb Tomeu Estaràs, Genia Tobin i Miquel Brunet. El primer d'ells publica en solitari el disc Entre mites i flautes (2000), i el 2005 apareix, ja com a Els Valldemossa, Quand tu sonneras je chanteray, amb temes de Jacques Brel, Tomeu Penya i Alberto Cortez.

## Components
A banda dels germans Estaràs i del seu cosí Maties Estrades, han format part del grup o han col·laborat amb ell Carlos Blanco Fadol, Nulle Oigaard, Margaluz, Genia Tobin, Ramon Farran, Jorge Cauci, Jayme Marques, Paco Ballinas, Toni Arés Joan Bibiloni, Pep Milán, Fernando González, Daniel Lagarde i, d'una manera habitual des de l'any 1978 fins ara, Miquel Brunet com a pianista i director musical.

## Reconeixements
Els Valldemossa han aconseguit nombrosos reconeixements i premis al llarg de la seva existència, entre els quals destaquen el Premi 31 de desembre de l'Obra Cultural Balear de 1997, i el Premi Ramon Llull de 2009, concedit pel Govern de les Illes Balears.
El 30 d'octubre de 2010 l'Ajuntament de Valldemossa va donar el nom del grup a un carrer situat darrere de l'Escola de Música i Ball de la localitat. Poc després, el 30 d'abril de 2011, l'Ajuntament va lliurar als components de la formació la medalla d'or de Valldemossa en un acte que tingué lloc al Centre Cultural Costa Nord de la localitat.

## Discografia
- At the Blue Angel, 1961
- Los Valldemosa (EP), 1966
- Una noche en Tagomago, 1966
- Fiesta, 1970
- Els Valldemossa canten el folklore de Mallorca, 1972
- Trobada, 1987
- Palma, 1990
- Arxiduc Lluís Salvador, 1993
- Cançons escollides, 1993
- Valldemossa i la seva música, 1995
- Quand tu sonneras je chanteray, 2005